# Dibenz-azepin
A dibenz-azepin sárga–narancssárga por vagy pehely. Olvadáspontja 197 és 201 °C között mozog.
Háromgyűrűs szekunder amin. Köztitermék fájdalomcsillapítók és szkizofrénia elleni szerek előállításakor.
Telített származéka az imino-dibenzil.

Imino-dibenzil

## Fordítás
- Ez a szócikk részben vagy egészben  a   Dibenzazepine című angol Wikipédia-szócikk fordításán alapul.  Az eredeti cikk szerkesztőit annak laptörténete sorolja fel. Ez a jelzés csupán a megfogalmazás eredetét és a szerzői jogokat jelzi, nem szolgál a cikkben szereplő információk forrásmegjelöléseként.